# Jean-Baptiste Jourdan
Jean-Baptiste Jourdan (Limoges, 29 april 1762 – Parijs, 23 november 1833), vanaf 1819 graaf Jourdan, was een Frans militair, politicus en maarschalk van Frankrijk. Hij was een van de belangrijkste Franse generaals in de revolutionaire oorlogen met als grootste wapenfeit de Slag bij Fleurus (1794).

## Levensloop
Jourdan werd geboren in Limoges als zoon van een arme chirurgijn. Toen hij twee was, overleed zijn moeder en toen hij negen was ook zijn vader. Op kosten van een oom zat hij enige jaren op kostschool, waarna hij bij een andere oom in de leer ging in  diens zijdehandel te Lyon. Kort na zijn zestiende verjaardag in 1778 schreef hij zich in bij het leger om in een Frans regiment in de Amerikaanse Onafhankelijkheidsoorlog te vechten. Nadat hij om gezondheidsredenen was ontslagen uit het leger in 1784 trouwde hij en begon hij een stoffenhandel in Limoges. In 1789 werd het eerste van zijn zes kinderen geboren.

### Franse revolutionaire oorlogen

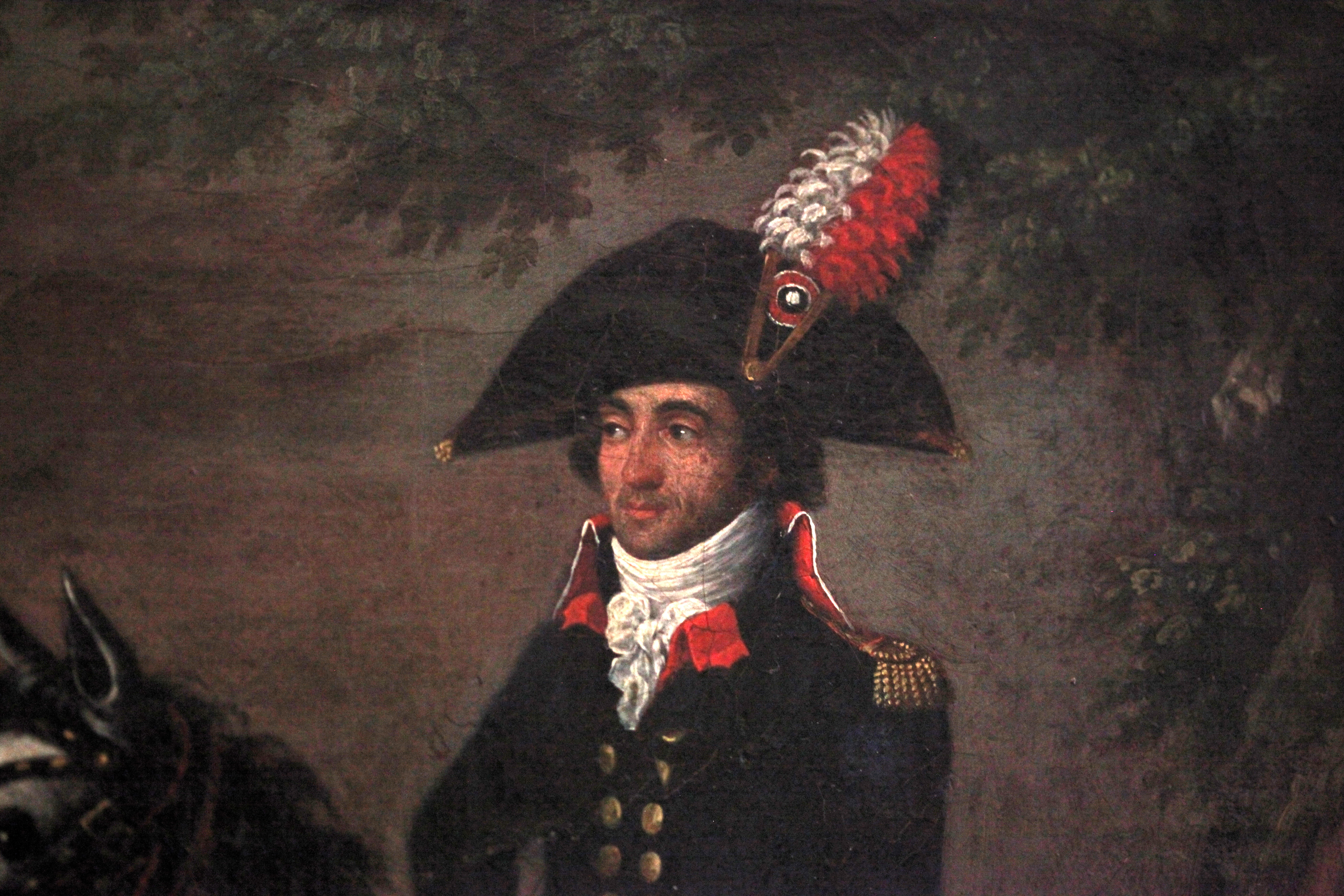
Portret van Jean-Baptiste Jourdan als generaal door Johann Friedrich Dryander (1794)

Bij het uitbreken van de Franse Revolutie en de daaropvolgende Eerste Coalitieoorlog nam Jourdan vrijwillig dienst en diende hij als een lage officier in de eerste campagnes in het noorden van Frankrijk. Hij vocht mee in de Slag bij Jemappes. Nadat generaal Dumouriez naar de vijand was overgelopen werd het leger gezuiverd van "antirepublikeinse" elementen. Jourdan had altijd blindelings gehoorzaamd aan het Comité de Salut public en zijn ster steeg snel. In 1793 werd hij bevorderd tot divisiegeneraal. Ook verkoos Lazare Carnot hem om Jean Nicolas Houchard als bevelhebber van het Noordelijke Leger te vervangen. Met dit leger behaalde hij een overwinning in de Slag bij Wattignies op 15 oktober van datzelfde jaar.
Niet lang daarna echter werd hij verdachte, omdat hij een "fatalistische" mening had over de toekomst van het revolutionaire Frankrijk. Omdat hij op tijd gewaarschuwd werd door zijn vrienden Carnot en Bertrand Barère wist hij een arrestatie te ontlopen en zette hij zijn activiteit als handelaar in Limoges voort.

Franse invasie 1794-1795 in de Nederlanden en het Rijnland

In 1794 werd hij weer opgeroepen voor het leger, en kreeg hij het bevel over het Samber- en Maasleger, dat de Oostenrijkse Nederlanden moest binnenvallen. Na meerdere vergeefse pogingen om een oversteek van de Samber te forceren, raakte het leger gedemotiveerd. Toch drong Carnot aan op één laatste poging. Dit keer lukte het wel de Samber over te steken en behaalde Jourdan een overwinning in de Slag bij Fleurus op 26 juni van dat jaar. Door de opvolgende overwinningen in de Slag bij Sprimont en de tweede slag bij Aldenhoven kreeg Frankrijk een gebied onder controle dat tot de Rijn reikte.
Na Fleurus was Jourdan een gerespecteerd legeraanvoerder. Tijdens de invasie van Oostenrijk en Beieren in 1796 vormde het leger van Jourdan de linkerflank. De campagne begon goed, maar daarna werd Jourdan bij Amberg en Würzburg door de Oostenrijkse aartshertog Karel tweemaal verslagen en moest hij zich terugtrekken tot achter de Rijn. De hele operatie werd een mislukking, op de campagne van Napoleon in Italië na. Hoewel de mislukking vele oorzaken had, werd Jourdan de zondebok en werd aan hem twee jaren geen bevel toegekend.
In 1797 begaf hij zich in de politiek. Hij werd verkozen in de Raad van Vijfhonderd waar hij zetelde bij de jakobijnen. Zijn belangrijkste bijdrage was de conscriptiewet uit 1798, ook bekend als de Jourdanwet. In 1799 kreeg Jourdan weer een bevel over een leger, ditmaal over het Leger van de Rijn. Hij werd echter weer door aartshertog Karel verslagen bij Stockach. Door de teleurstelling en een slechte gezondheid droeg hij het commando over aan André Masséna.

### Napoleon
Jourdan werd een prominent medestander van Napoleon tijdens diens staatsgreep van 18 Brumaire. Als dank stelde Napoleon hem in 1800 aan als inspecteur-generaal van de cavalerie en infanterie en in 1804 kreeg hij de titel maarschalk van Frankrijk. Hij werd ambassadeur in Piëmont.Tot 1806 verbleef Jourdan in Italië, tot Joseph Bonaparte, koning van Napels, hem vroeg om zijn militair adviseur te worden. Samen met deze oudere broer van Napoleon trok Jourdan in 1808 op naar Spanje, maar in deze campagne speelden zij geen grote rol. Na de nederlaag tegen Wellington in de Slag bij Vitoria kreeg Jourdan geen commando van enige betekenis meer.

### Restauratie
Hij steunde na de val van Napoleon in 1814 de nieuwe regering, was tijdens de Honderd Dagen weer trouw aan Napoleon, maar keerde zich na de Slag bij Waterloo weer tot de Bourbons. Hij weigerde echter wel om in de krijgsraad zitting te nemen die maarschalk Michel Ney moest veroordelen. In 1816 werd Jourdan gouverneur van Grenoble en in 1819 kreeg hij de titel van graaf. In latere jaren werd hij een fel tegenstander van de royalisten en steunde hij de Julirevolutie van 1830. Hij was toen enkele dagen minister van Buitenlandse Zaken. Na zijn dood in 1833 werd Jourdan begraven in Les Invalides.